# Ogdenville
Ogdenville är en stad i North Takoma, som ligger sydost om Springfield i den fiktiva TV-serien Simpsons. Staden ligger omkring 960 km från Springfield. Staden nämns första gången av Lyle Lanley som berättar för Springfields invånare att monorail finns i Ogdenville. De flesta av stadens invånare härstammar från immigranter från Norge för 100 år sedan. Stadens främsta exportprodukt är vetekorn och stora delar av stadens invånare emigrerade till Springfield efter att deras ekonomi kollapsat då de sålt skämt vetekorn till Krusty Burger som börjat tillverka vegetariska hamburgare. Den stora immigrationen från Ogdenville ledde till inreseförbud till Springfield för befolkningen.
Den enda kända affären i staden är Ogdenville Outlet Mall som innehåller butikerna Appliance Zone och Steppin' Out. Skolbandet från Ogdenville vann en gång en musiktävling på State Fair men eftersom de fuskade ändrade Bill Clinton beslutet. Deras juniorlag i amerikansk fotboll heter Wildcats.